# Meterana pascoei
Meterana pascoei is een vlinder uit de familie van de uilen (Noctuidae). De wetenschappelijke naam van de soort werd in 1912 gepubliceerd door George Howes. De typelocatie is "Orepuki" en "Queenstown", Nieuw-Zeeland. De soort werd vernoemd naar Merlin Owen Pasco, de verzamelaar van een serie syntypes. In sommige publicaties en databases is daarom ook de "gecorrigeerde" spelling "pascoi" te vinden, in strijd met artikel 32.5.1 van de ICZN.